# فلفل باکاتوم
فلفل باکاتوم (نام علمی: Capsicum baccatum) نام یک گونه از سرده فلفل است.